# دانشگاه ویکتوریا (کانادا)
دانشگاه ویکتوریا (به انگلیسی: University of Victoria) (UVic) یک دانشگاه تحقیقاتی دولتی در ویکتوریا، مرکز استان بریتیش کلمبیا کانادا است که در سال ۱۹۶۳ میلادی تأسیس شده‌است.
دانشگاه ویکتوریا به مدت دو سال متوالی به‌عنوان دومین دانشگاه جامع برتر در کانادا رتبه‌بندی شده‌است. پردیس این دانشگاه در ۷ کیلومتری شمال مرکز شهر ویکتوریا واقع شده‌است و بیش از ۴۰۳ هکتار مساحت دارد. این دانشگاه دومین مؤسسه تحقیقاتی بزرگ منطقه و پیشرو در پروژه‌های مربوط به بستر دریا و آب‌های عمیق رصدخانه VENUS و NEPTUNE است. دانشگاه ویکتوریا بیش از ۲۲۰۰۰ دانشجو دارد که ۳۲۷۰ نفر از آنان دانشجوی مقاطع ارشد و دکترا هستند، همچنین این دانشگاه میزبان ۳۸۱۸ دانشجوی بین‌المللی علاقه‌مند به تحصیل در کانادا است لازم است ذکر شود که این دانشگاه سالانه تعداد زیادی دانشجوی خارجی می‌پذیرد. دانشگاه ویکتوریا قدیمی‌ترین دانشگاه در بریتیش کلمبیاست، که در سال ۱۹۰۳ به‌عنوان یک دانشگاه وابسته به دانشگاه مک‌گیل تأسیس شد اما در سال ۱۹۶۳ به‌عنوان یک دانشگاه مستقل شناخته شد و به درجه اعطای مدرک رسید. UVic با داشتن شبکه گسترده‌ای از همکاری بل دانشگاه‌های جهان، ۱۰۰ برنامه تحصیلی را در در ۲۵ کشور جهان ارائه می‌دهد. UVic به ارتباطات جهانی متعهد است. اعضای هیئت علمی، کارکنان و دانشجویان آن با بیش از ۳۰۰ مؤسسه در ۷۰ کشور جهان همکاری دارند.

## رنکینگ

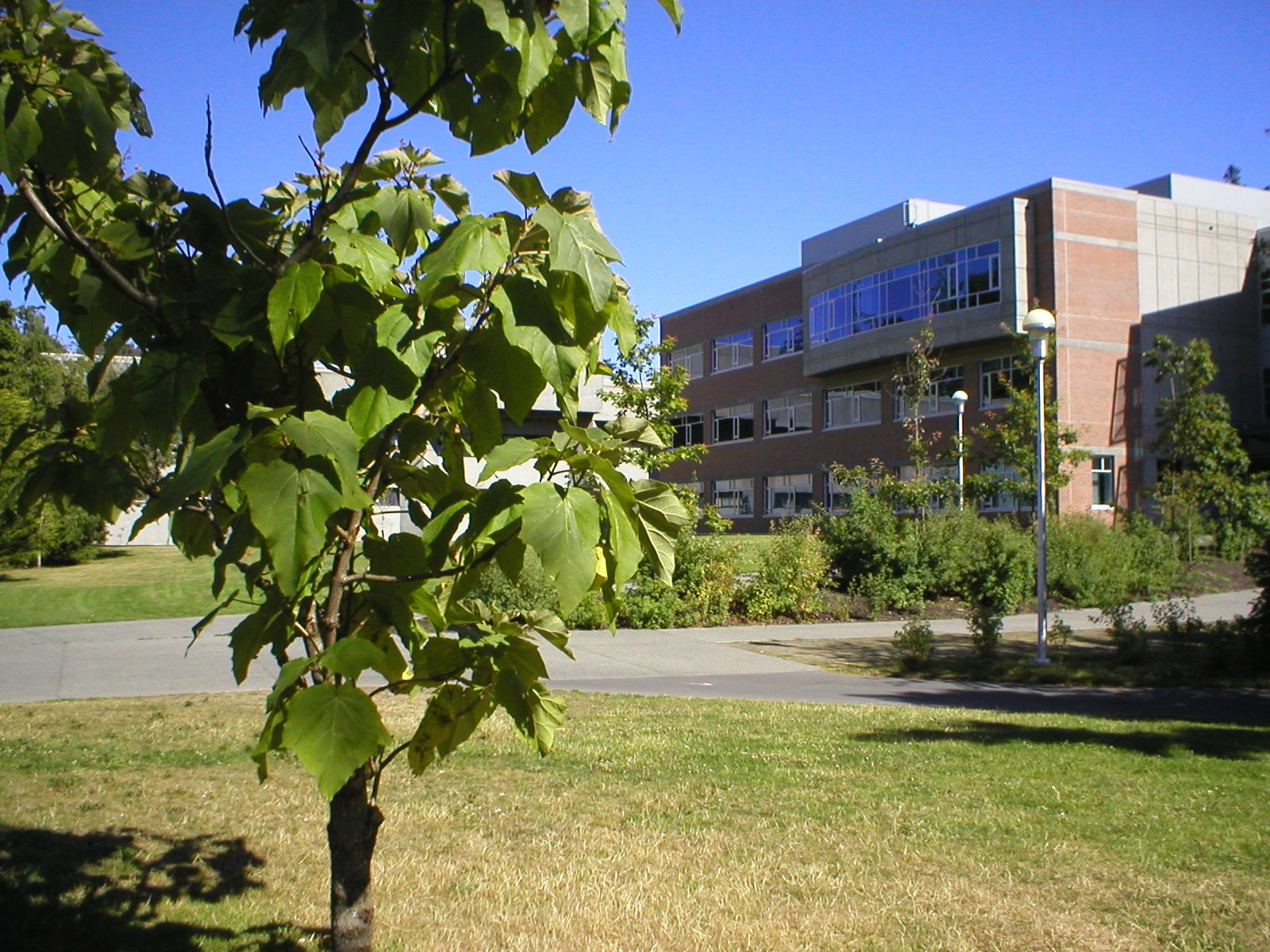
ساختمان تحقیقات پزشکی در دانشگاه ویکتوریا

در رتبه‌بندی دانشگاهٔ جهان QS در سال ۲۰۲۰ دانشگاه ویکتوریا در رتبه ۳۶۴دنیا و چهاردهم کانادا قرار گرفته‌است. همچنین بر اساس رتبه‌بندی مؤسسه تایمز در سال ۲۰۲۰ این دانشگاه در رتبه ۵۰۰–۴۰۱ دانشگاه‌های جهان قرار دارد.

## دانشکده‌ها
دانشکده‌های دانشگاه ویکتوریا عبارتند از:
- دانشکده کسب و کار
- دانشکده مهندسی
- دانشکده توسعه اجتماعی و انسانی
- دانشکده هنرهای زیبا
- دانشکده حقوق
- دانشکده آموزش
- دانشکده علوم
- دانشکده علوم انسانی
- دانشکده پزشکی
- دانشکده مطالعات زمین و اقیانوس